# Natació als Jocs Olímpics d'estiu de 2012 – 10 quilòmetres femenins
La prova dels 10 quilòmetres femenins dels Jocs Olímpics d'Estiu de 2012 es va disputar el 9 d'agost al llac Serpentine, a Hyde Park.
L'hongaresa Éva Risztov guanyà la medalla d'or, amb un temps d'1 hora 57 minuts 38.2 segons, superant l'estatunidenca Haley Anderson per menys d'un segon. El bronze fou per a la italiana Martina Grimaldi.

## Medallistes
| Or                | Plata                | Bronze                 |
| Éva Risztov (HUN) | Haley Anderson (USA) | Martina Grimaldi (ITA) |

## Resultats
| Pos.   | Nedadora                      | Temps     | Temps perdut | Notes   |
| ------ | ----------------------------- | --------- | ------------ | ------- |
| Or     | Éva Risztov (HUN)             | 1:57:38.2 |              |         |
| Argent | Haley Anderson (USA)          | 1:57:38.6 | +0.4         | Avís    |
| Bronze | Martina Grimaldi (ITA)        | 1:57:41.8 | +3.6         |         |
| 4      | Keri-Anne Payne (GBR)         | 1:57:42.2 | +4.0         |         |
| 5      | Angela Maurer (GER)           | 1:57:52.8 | +14.6        | Avís    |
| 6      | Ophelie Aspord (FRA)          | 1:58:43.1 | +1:04.9      |         |
| 7      | Olga Beresnyeva (UKR)         | 1:58:44.4 | +1:06.2      |         |
| 8      | Erika Villaécija García (ESP) | 1:58:49.5 | +1:11.3      |         |
| 9      | Jana Pechanová (CZE)          | 1:58:52.8 | +1:14.6      |         |
| 10     | Anna Guseva (RUS)             | 1:58:53.0 | +1:14.8      |         |
| 11     | Melissa Gorman (AUS)          | 1:58:53.1 | +1:14.9      | Avís    |
| 12     | Karla Šitić (CRO)             | 1:58:54.7 | +1:16.5      |         |
| 13     | Yumi Kida (JPN)               | 1:58:59.1 | +1:20.9      | Avís    |
| 14     | Yanel Pinto (VEN)             | 1:59:05.8 | +1:27.6      |         |
| 15     | Natalia Charlos (POL)         | 1:59:58.7 | +2:20.5      | Avís    |
| 16     | Heidi Gan (MAS)               | 2:00:45.0 | +3:06.8      |         |
| 17     | Cecilia Biagioli (ARG)        | 2:01:02.2 | +3:24.0      |         |
| 18     | Zsofia Balazs (CAN)           | 2:01:17.8 | +3:39.6      |         |
| 19     | Swann Oberson (SUI)           | 2:01:38.0 | +3:59.8      |         |
| 20     | Tang Wing Yung (HKG)          | 2:02:33.4 | +4:55.2      |         |
| 21     | Lizeth Rueda (MEX)            | 2:02:46.1 | +5:07.9      |         |
| 22     | Marianna Lymperta (GRE)       | 2:04:26.5 | +6:48.3      |         |
| –      | Poliana Okimoto (BRA)         | Abd       | Abd          | Abd     |
| –      | Jessica Roux (RSA)            | Abd       | Abd          | Abd     |
| –      | Fang Yanqiao (CHN)            | No surt   | No surt      | No surt |